# Horacio Warpola
Horacio Warpola (Estado de México, 1982 - Querétaro, 4 de diciembre de 2024) fue un escritor mexicano de literatura contemporánea y poesía. 

## Trayectoria
Nació 1982 en Atizapán de Zaragoza, Estado de México. Vivió en Querétaro durante cerca de 20 años, donde realizó el diplomado en Creación Literaria en la Escuela de Escritores de Querétaro (Sogem). Años más tarde, se trasladó a España, donde cursó el master en Creación Literaria.
Fue tallerista, docente y divulgador en el Centro de Cultura Digital de México, donde colaboró en eventos culturales y como articulista.
Entre su labor docente, se desempeñó como maestro de Creación literaria y de Dirección experimental en la escuela de cine Arte7 de Querétaro.
En 2021 participó en un diálogo con la escritora y crítica de cine Natalia Durand sobre tecnología e identidad alrededor de las películas Toda la luz y Usuarios como parte de las publicaciones oficiales del festival de cine Ambulante.
Participó en festivales de poesía experimental y transmedia como el Festival Kerouac (2021), Enclave y el Encuentro Internacional de Poesía Visual y Literatura Electrónica "Dick Higgins" (2024)
En diciembre de 2024 se difundió su fallecimiento por redes sociales y por la prensa. Horacio Warpola tenía 42 años al momento de su muerte. Diversas instituciones mexicanas, como la Secretaría de Cultura y el Instituto Nacional de Bellas Artes, así como diarios de circulación nacional, publicaron comunicados informando sobre su deceso. Según publicaciones en redes sociales, la causa de muerte fue un paro cardíaco, aunque aún no se han dado a conocer más detalles al respecto.

## Obra[15][16]
Su obra se ha catalogado dentro de la poesía posmoderna y la literatura electrónica. Fue impulsor de la edición independiente.
Warpola fue autor de nueve libros propios, como Lago Corea (2011), Física de camaleones (2013) y Metadrones (2015), en los que mezcla la poesía y la narrativa en un ambiente distópico, explorando temas como la reflexión sobre la tecnología, la adaptación y el cambio. Fue incluido en cuatro antologías literarias de características similares. Colaboró como articulista en la revista Tierra Adentro del Fondo de Cultura Económica. Otros textos suyos pueden encontrarse en "grafografxs", revista de la Universidad Autónoma del Estado de México.

### Obra propia
- Lago Corea (2011)

- Física de camaleones  (2013)
- Metadrones (2015)
- Gestas (2015)
- Triste suerte de los peces voladores (2016)
- 300 versos para la creación de un protocyborg orgánico (2016)[11]
- Baudad Electrónica: antología de poesia komandroviana 1965-1985  (2016)[11]
- Carcass (2019)[19]
- Estrategia del poema (2020)

### Antologías
- Últimos coros para la tierra prometida: 40 poetas jóvenes del Estado de México (2014)
- Guasap: 15 poetas mexicanos súper actuales (2016)
- Página 1: antología de narradores y poetas en Queretaro (2016)
- Por qué escribo (2017)

## Distinciones
- 7.° Concurso de Cuento de Villaviciosa (2011)[1][20]
- Becario del Fondo Nacional para la Cultura y las Artes (Fonca, 2008)
- Becario del Programa de Estímulos para el Desarrollo y la Creación Artística (Pecda)[1][21]